# エギナウド・ジ・ソウザ・レモス
エギナウド（Eguinaldo）ことエギナウド・ジ・ソウザ・レモス（ポルトガル語: Eguinaldo de Sousa Lemos、2004年8月9日 - ）は、ブラジルのサッカー選手。ポジションはFW。

## クラブ歴
幼少の頃からサッカーの上手さで知られており、助っ人として地元の大会に度々出場していた。2021年にアルチスウFCの下部組織に加入しサッカーのキャリアを始めたが、すぐにカンピオナート・カリオカ・セリエA2所属のトップチームに出場するようになった。その後CRヴァスコ・ダ・ガマのユースチームに期限付き移籍で加入したが、トップチームでも出場する戦力となった。
そのため2022年8月4日に2027年迄の契約でヴァスコ・ダ・ガマに完全移籍した。
2023年7月31日にウクライナ・プレミアリーグのFCシャフタール・ドネツクに完全移籍した。同年9月19日に行われたUEFAチャンピオンズリーグ 2023-24 グループステージのFCポルト戦でUEFA主催大会初出場、12月13日の同じくポルト戦で同大会初得点を記録した。

## 代表歴
2022年9月にU-20代表に招集されて年代別代表初招集となった。

## プレースタイル
世界有数の快足選手として知られており、ヴァスコ・ダ・ガマ所属時代の2022年10月に時速37.5kmのスピードを記録した。